# Judo-Weltmeisterschaften 1975
Die 9. Judo-Weltmeisterschaften 1975 fanden vom 23. bis zum 25. Oktober im österreichischen Wien statt.

## Ergebnisse

### Männer
| Gewichtsklasse | Gold              | Silber                | Bronze                                  |
| -------------- | ----------------- | --------------------- | --------------------------------------- |
| bis 63 kg      | Yoshiharu Minami  | Katsuhiko Kashiwazaki | Felice Mariani Torsten Reißmann         |
| bis 70 kg      | Wladimir Newsorow | Waleri Dwoinikow      | Katsunori Akimoto Kōji Kuramoto         |
| bis 80 kg      | Shōzō Fujii       | Yoshimi Hara          | Adam Adamczyk Jean-Paul Coche           |
| bis 93 kg      | Jean-Luc Rougé    | Michinori Ishibashi   | Wiktor Betanow Ramas Charschiladse      |
| über 93 kg     | Sumio Endō        | Sergei Nowikow        | Pak Gil-jong Chōnosuke Takagi           |
| Offene Klasse  | Haruki Uemura     | Kazuhiro Ninomiya     | Schota Tschotschischwili Dietmar Lorenz |

## Medaillenspiegel
| Rang | Land        | Gold | Silber | Bronze | Gesamt |
| ---- | ----------- | ---- | ------ | ------ | ------ |
| 1    | Japan       | 4    | 4      | 3      | 11     |
| 2    | Sowjetunion | 1    | 2      | 3      | 6      |
| 3    | Frankreich  | 1    | –      | 1      | 2      |
| 4    | DDR         | –    | –      | 2      | 2      |
| 5    | Italien     | –    | –      | 1      | 1      |
| 5    | Polen       | –    | –      | 1      | 1      |
| 5    | Nordkorea   | –    | –      | 1      | 1      |
|      | Total       | 6    | 6      | 12     | 24     |